# Aconitum crassifolium
Aconitum crassifolium är en ranunkelväxtart som beskrevs av Steinb.. Aconitum crassifolium ingår i släktet stormhattar, och familjen ranunkelväxter. Inga underarter finns listade i Catalogue of Life.